# Albito de Mondoñedo
Para otros personajes de nombre similar, véase Aloito.
Albito o Aloito fue obispo de Mondoñedo en el siglo XI.
Consta su existencia en documentos fechados al menos entre los años 1038 y 1047, en los que se titula alternativamente como obispo dumiense o mindoniense, por ser la diócesis de Mondoñedo sucesora de la de Dumio.

| Predecesor: Adulfo | Obispo de Mondoñedo 1038 – 1047 | Sucesor: Suario II |